# Canadian National Railway

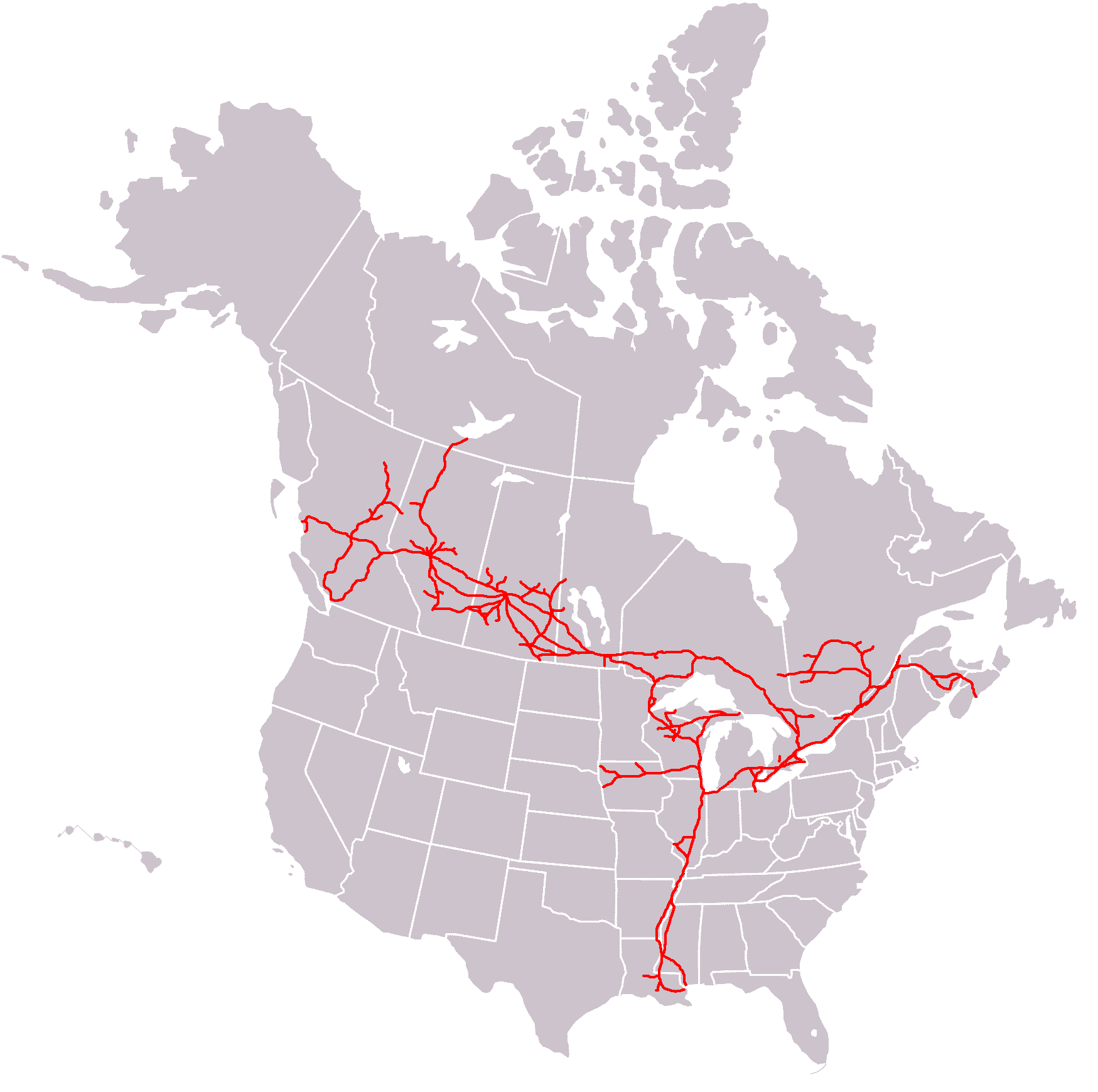
Síť železnic CN

Canadian National Railway (francouzsky: Chemins de Fer Nationaux du Canada; zkráceně CN, česky Kanadská národní železnice) je největší kanadská železniční společnost jak co do ročního obratu, tak co do hustoty sítě vlastních železnic. V roce 2011 to byla jediná kanadská transkontinentální železniční společnost, spojující vlastními prostředky atlantické a pacifické pobřeží země. Vlastní také železnici vedoucí jižně přes území Spojených států do Mexického zálivu.
V roce 2010 zaměstnávala CN na 22 tisíc lidí.

## Historie
Canadian National Railways vznikly mezi lety 1918 a 1923 kvůli krachu několika menších soukromých železnic, které se tak dostaly do státních rukou a spojily se s menšími státními železnicemi. Do roku 1960 nesla společnost název Canadian National Railways, od té doby používá označení Canadian National/Canadien National (CN).
Do roku 1978 se CN věnovala také osobní dopravě, ale poté až na drobné výjimky provozuje jen dopravu nákladů. V roce 1995 byla společnost privatizována. V roce 1998 expandovala do Spojených států. V letech 2006 až 2010 se majitelem 10 procent akcií stal Bill Gates.

## Vozový park

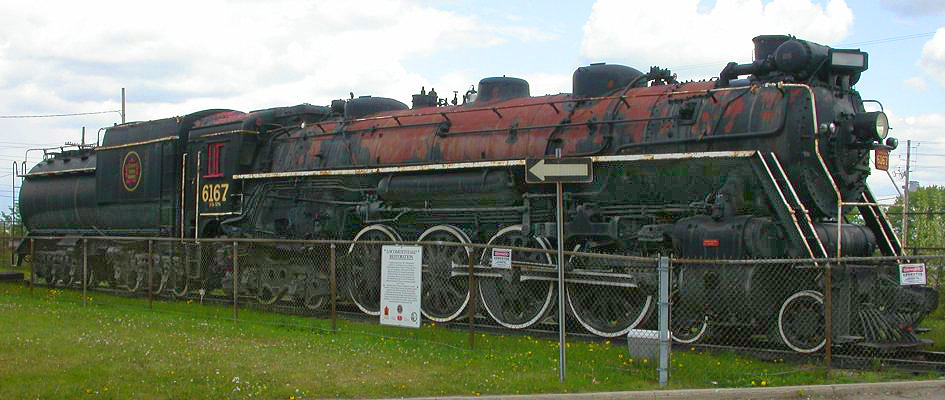
Lokomotiva Confederation Canadian National Railways

První parní lokomotivy typu Confederation zakoupily Canadian National Railways v roce 1927. Později byly parní lokomotivy nahrazeny elektrickými a dieselovými.
V současnosti provozuje CN nejvíce dieselových lokomotiv EMD SD70I, EMD SD75I a GE C44-9W, nejčerstvější přírůstky jsou lokomotivy EMD SD70M-2 a GE ES44DC.